# Kühdorf
Kühdorf est une commune rurale de Thuringe (Allemagne), située dans l'arrondissement de Greiz. Elle fait partie de la Communauté d'administration Leubatal (Verwaltungsgemeinschaft Leubatal).

## Géographie

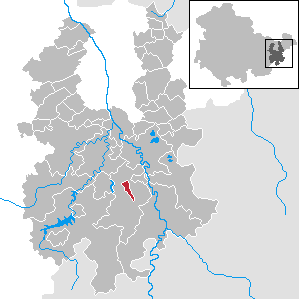
Situation de la commune (en rouge) dans l'arrondissement

Kühdorf est située au centre de l'arrondissement, au cœur du Vogtland thuringeois, au nord des Monts de Thuringe. La ville appartient à la communauté d'administration Leubatal et se trouve à 11 km au nord-ouest de Greiz, le chef-lieu de l'arrondissement.
Communes limitrophes (en commençant par le nord et dans le sens des aiguilles d'une montre) : Lunzig, Wildetaube, Neugernsdorf, Langenwetzendorf et Hain.

## Histoire
La première mention de Kühdorf date de 1398.
Kühdorf, qui appartenait à l'abbaye de Mildenfurth depuis le Moyen Âge a été réunie à la principauté de Reuss branche aînée (cercle de Greiz) en 1815 et ce jusqu'en 1918. Elle a ensuite été intégré au land de Thuringe en 1920 (arrondissement de Greiz). Après la seconde Guerre mondiale, la commune rejoint à la zone d'occupation soviétique puis la République démocratique allemande en 1949 (district de Gera, arrondissement de Greiz).

## Démographie
Commune de Kühdorf :
| 1910 | 1933 | 1939 | 1995 | 2000 | 2005 | 2010 |
| ---- | ---- | ---- | ---- | ---- | ---- | ---- |
| 116  | 107  | 106  | 81   | 79   | 76   | 74   |

## Communications
La commune est située sur la route nationale B92 Gera-Greiz.